# Sittersdorf
Sittersdorf (Slovène: Žitara vas) est une Communauté bilingue autrichienne du district de Völkermarkt (Velikovec) en Carinthie.